# GM1

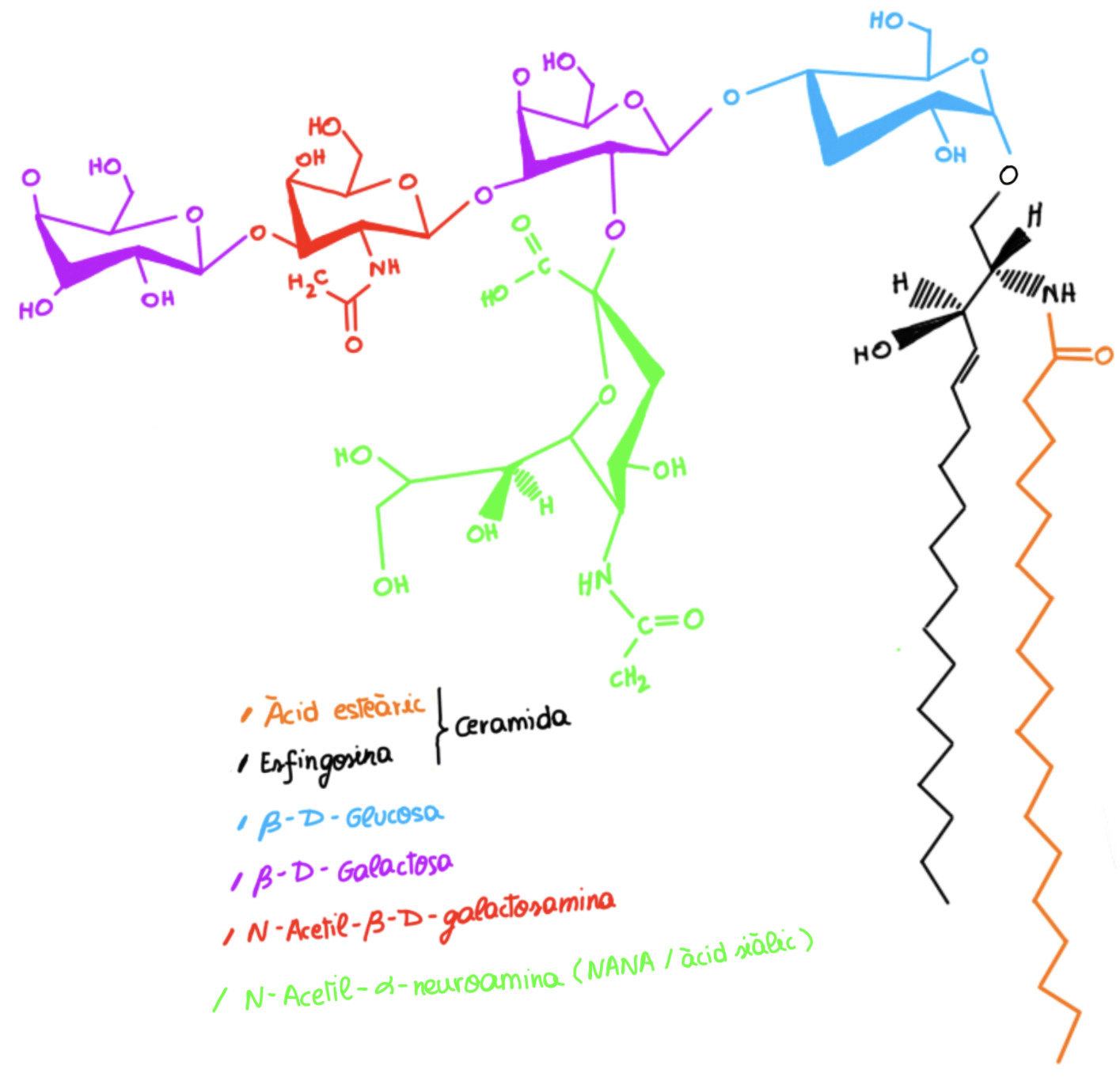
Fórmula estructural de la variant del gangliòsid GM1 amb esfingosina i àcid esteàric a la part lipídica i àcid N-acetilneuramínic unit a la galactosa no terminal a la part glicídica.

En bioquímica, el gangliòsid monosiàlic GM1 o GM1a és un gangliòsid relacionat amb el reconeixement, adhesió i conducció de senyals entre cèl·lules.
La designació GM1 o GM1a, basada en la nomenclatura proposada per Lars Svennerholm l'any 1962, es correspon amb: G de gangliòsid (ganglioside en anglès), M d'àcid monosiàlic (monosialic acid en anglès) i 1 per presentar el nombre més elevat de monosacàrids (quatre a banda de l'àcid siàlic) en comparació amb els seus semblants gangliòsids, com per exemple el GM2 o el GM3. A més, la lletra a indica que només un àcid siàlic està unit a la galactosa no terminal. En el cas del gangliòsid GM1, per ser monosiàlic, aquesta indicació no aporta informació addicional i, per tant, pot ometre's.

## Estructura i comportament químic
L’estructura del gangliòsid GM1 en humans, establerta l’any 1963, és la següent:
β-Gal-(1-3)-β-GalNAc-(1-4)-[α-Neu5Ac-(2-3)-]β-Gal-(1-4)-β-Glc-(1-1)-Cer 
Es tracta d’un esfingoglicolípid i està constituït per una part lipídica i una glicídica:
- La part lipídica la forma la ceramida, constituïda per una esfingosina unida a un àcid gras. Al sistema nerviós, l'àcid esteàric representa més d'un 90% del contingut d'àcid gras.[4] En proporcions clarament menors, s'ha identificat esfinganina enlloc d'esfingosina al lòbul frontal cerebral.[5] La forma lipídica del gangliòsid pot indicar-se amb la nomenclatura (d18:1/18:0), on el primer terme representa una esfingosina (d: dihidroxil; 18: nombre d'àtoms de carboni; 1: nombre de dobles enllaços) i el segon l'àcid esteàric (18: nombre d'àtoms de carboni; 0: cadena saturada).[3][4]
- La part glicídica està integrada per una cadena de quatre monosacàrids units per enllaços O-glicosídics: glucosa o Glc (I), galactosa o Gal (II), N-acetilglucosamina o GalNAc (III) i galactosa (IV), a més d'un àcid siàlic, que s'uneix a la galactosa no terminal (Gal II). En humans, l'àcid siàlic és àcid N-acetilneuramínic (Neu5Ac), mentre que altres mamífers també sintetitzen àcid N-glicolilneuramínic (Neu5Gc).[6] Al cervell, els gangliòsids (principalment GM1, GD1a, GD1b i GT1b)[4] contenen al voltant del 75% de l'àcid siàlic de l’organisme.[3][4]

Existeixen més membres de la família dels gangliòsids monosiàlics: el GM2 i el GM3. Les difèrencies entre aquests gangliòsids són estructurals: el GM2 no conté l’última β-D-galactosa que forma la cadena glucídica del GM1, mentre que el GM3 no comprèn ni aquesta β-D-galactosa ni N-acetil-β-D-galactosamina, com s'indica a la secció sobre  biosíntesi.
Els gangliòsids presenten un comportament amfipàtic a causa del caràcter hidrofílic de la part glucídica i el caràcter hidrofòbic de la part lipídica. A pH fisiològic, el gangliòsid GM1 té una càrrega negativa per la presència de l’àcid siàlic: el valor de pKa de l'àcid siàlic lliure és de 2,6. El valor de pKa per al residu d’àcid siàlic del gangliòsid GM1 encara no ha estat determinat.

## Localització
El gangliòsid GM1 es troba present a tots els mamífers i, com la resta de gangliòsids, es troba en major concentració al sistema nerviós (on els gangliòsids representen entre un 10 i 12% del contingut lipídic). Tot i estar presents tant a les neurones com a la majoria de cèl·lules glials, els gangliòsids són més abundants a les primeres.
GM1 és un dels quatre gangliòsids (juntament amb GD1a, GD1b i GT1b) amb més presència al cervell dels mamífers, representant conjuntament un 90% de tots els gangliòsids identificats. Aquestes concentracions, però, varien amb l'edat: s'incrementa la presència dels gangliòsids de la sèrie b (és a dir, aquells amb dos residus d'àcid siàlic units a la galactosa no terminal), en particular GD1b, i es redueix la dels gangliòsids de la sèrie a, incloent-hi GM1 i GD1a.
Donat que es tracta d’un component amb una funció de relació entre les cèl·lules, el gangliòsid GM1 arriba a la cara extracel·lular de la membrana plasmàtica via transport vesicular per així interaccionar més fàcilment amb el medi extern. Concretament, GM1 s‘acumula a les basses lipídiques (lipid rafts), microdominis de la membrana plasmàtica amb una gran densitat de proteïnes receptores de senyals externes i colesterol que fan de centres de senyalització de la cèl·lula. La distribució de gangliòsids no és homogènia a tota la membrana plasmàtica, sinó que, a les neurones, presenten una concentració més elevada a la membrana dendrítica.
El GM1, de la mateixa manera que altres gangliòsids, també està present als espais intracel·lulars. En particular, GM1 està associat amb l’intercanviador de sodi-calci de l'embolcall nuclear (Na+/Ca2+) NCX potenciant la seva funció de regulació de la concentració de Ca2+ al nucli.

## Biosíntesi

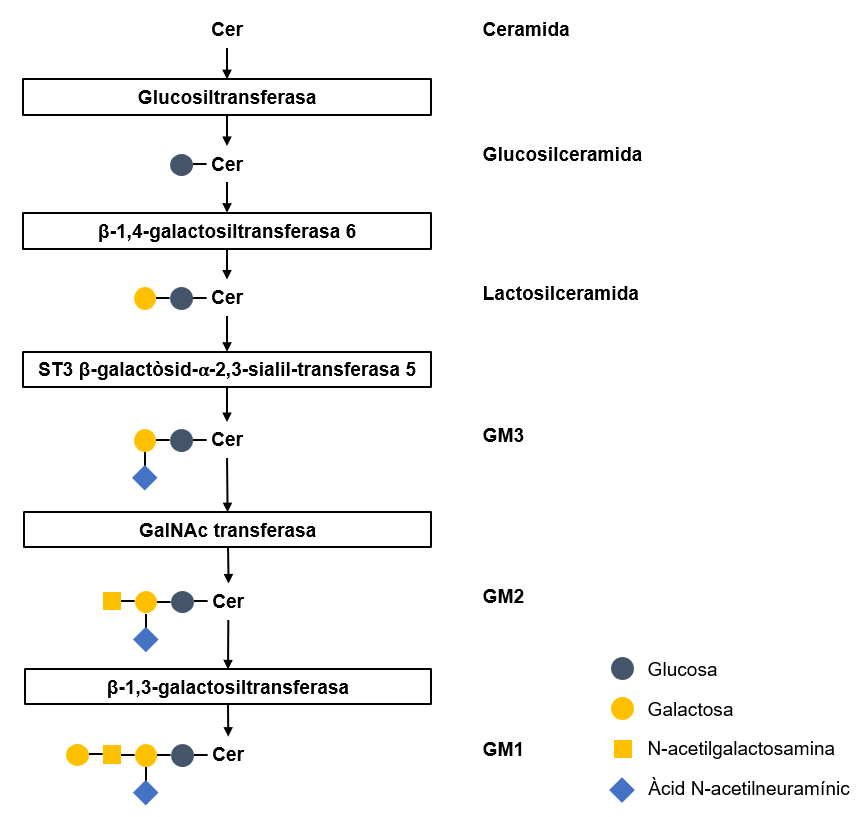
Etapes intermèdies i enzims involucrats a la biosíntesi dels gangliòsids GM1, GM2 i GM3. Cadascun dels enzims involucrats apareix en un requadre; els compostos intermedis s'indiquen a la dreta. La llegenda dels símbols utilitzats es troba a baix a la dreta.

La biosíntesi del gangliòsid GM1 és un procés multicompartimental que es produeix al reticle endoplasmàtic (ER) i l'aparell de Golgi i comença amb la síntesi de ceramida a la membrana de l'ER. Un enzim glucosiltransferasa transfereix un residu de glucosa a la ceramida a la cara citosòlica de l’aparell de Golgi, donant lloc a glucosilceramida. Posteriorment, s'afegeix un residu de galactosa dins del lumen de l'aparell de Golgi per acció de la ꞵ-1,4-galactosiltransferasa 6 donant lloc a una molècula coneguda com lactosilceramida. Llavors, per l'actuació de diferents transferases es converteix la lactosilceramida en diversos glicolípids precursors.
L'enzim ST3 ꞵ-galactòsid-⍺-2,3-sialil-transferasa 5 catalitza la formació del gangliòsid GM3 mitjançant l'addició d'un grup d'àcid siàlic a la galactosa de la lactosilceramida, a l'aparell de Golgi. El gangliòsid GM2 és el resultat d'afegir un residu de N-acetilgalactosamina a la galactosa del GM3 per la GalNAc transferasa. Finalment, s'adhereix un residu de galactosa per l'enzim ꞵ-1,3-galactosiltransferasa a l'aparell de Golgi. Llavors, el gangliòsid GM1 s'envia a través de transport vesicular a la membrana plasmàtica, on es concentra a les basses lipídiques.

## Funcions
EL GM1, juntament amb altres gangliòsids, és fonamental per a la neurogènesi i el desenvolupament i la plasticitat neuronals, contribuint a diversos processos incloent l'organització de membrana, l'ancoratge de proteïnes i la transducció de senyals. Per això, són abundants al cervell, representant entre un 10 i un 12% del contingut de lípids, com s'ha esmentat a la secció sobre localització, però també s'expressen en molts teixits perifèrics que donen suport al seu paper en la fisiologia cel·lular.
A les neurones, el gangliòsid GM1 contribueix a la transducció de senyals de l'exterior a l'interior cel·lular a través d'interaccions específiques amb receptors de membrana i canals iònics, com receptors de neurotrofines, receptors opioides, integrines i canals de Ca2+.
Les interaccions més estudiades entre GM1 i receptors de neurotrofines es donen amb receptors Trk, un tipus de receptor tirosina-cinasa, l'activitat del qual és estimulada pel gangliòsid GM1; en són exemples el receptor del factor de creixement neuronal (NGF, de l'anglès nerve growth factor), anomenat TrkA, i el receptor del factor neurotròfic derivat del cervell (BDNF, de l'anglès brain-derived growth factor), conegut com TrkB. Ambdues proteïnes de membrana s'associen amb el gangliòsid GM1 tant al sistema nerviós central com al perifèric.
Aquestes interaccions són afavorides pel fet que tant el gangliòsid GM1 com la resta de macromolècules esmentades es concentren en dominis especialitzats de la membrana (les basses lipídiques), com s'explica a la secció sobre  localització.
La part glucídica del gangliòsid forma clústers en forma de cadena a la cara extracel·lular de la membrana plasmàtica; aquesta acumulació es pot donar gràcies a la presència de colesterol. Un exemple del funcionament de GM1 formant clústers es dona en la seva interacció amb la proteïna beta amiloide (Aβ), relacionada amb la malaltia d'Alzheimer. L’afinitat d’aquesta proteïna amb els gangliòsids GM1 s'incrementa significativament amb l’acumulació dels residus glicídics en una mateixa zona de la membrana.

## Patologies associades

### Gangliosidosi del GM1
Es tracta d'una de les principals patologies associades a aquesta molècula. És un tipus de malaltia per dipòsit lisosomal causada per la mutació autosòmica i recessiva del gen GLB1. Aquesta provoca una deficiència de la proteïna β-galactosidasa, encarregada de la hidròlisi de la galactosa. La manca d'aquest enzim impedeix la degradació de GM1 en GM2 (a través de la pèrdua de la galactosa terminal), cosa que provoca una acumulació excessiva del gangliòsid en diferents teixits viscerals i neuronals.
S'han descrit 3 tipologies diferents de gangliosidosi en funció de l’edat en la qual es contrau la malaltia. El tipus I s'identifica en pacients molt joves, el tipus II en aquells propers a l'adolescència i el tipus III en pacients adults. El primer i segon tipus han demostrat ser responsables d’un significatiu deteriorament cognitiu dels pacients que ha portat en moltes ocasions a una mort prematura.
Actualment no existeix un tractament estandarditzat per a la patologia més enllà de la reducció de la simptomatologia provocada per aquesta. No obstant, hi ha diverses teràpies experimentals en marxa, com per exemple: la implantació de β-galactosidasa purificada a les zones afectades, l’addició de cèl·lules mare en el pacient o, fins i tot, teràpies gèniques.

### Còlera
L'entrada de la toxina del còlera, secretada pel bacteri Vibrio cholerae, a la cèl·lula requereix la presència del gangliòsid GM1, que actua com a receptor de membrana.
La toxina és una proteïna constituïda per un pentàmer (no tòxic) de cinc subunitats B idèntiques i una subunitat A catalíticament activa. El pentàmer B5 s'uneix a cinc monòmers de GM1 a la cara extracel·lular de la membrana; aquesta unió no requereix la presència de la subunitat A ni de la ceramida del gangliòsid. El pas de la toxina al medi intracel·lular es dona mitjançant l'endocitosi del complex AB5-GM1 i el seu transport a l'aparell de Golgi o el reticle endoplasmàtic.
L'aplicació del pentàmer B5 purificat dona lloc a la formació de complexos B5-GM1, però no a efectes patològics; aquest comportament ha permès l'estudi de funcions fisiològiques de GM1: la unió de gangliòsids GM1 a pentàmers B5 comporta la inhibició de processos de creixement i proliferació cel·lular.

### Malalties neurodegeneratives
Una característica comuna de diverses malalties neurodegeneratives és el mal plegament i l'agregació de proteïnes cel·lulars: l'alfa-sinucleïna en el cas de la malaltia de Parkinson i la beta amiloide en el cas de la malaltia d'Alzheimer. Totes dues proteïnes tenen dominis d'unió tant a colesterol com al gangliòsid GM1.
En el cas dels malalts de Parkinson, s'observa un dèficit sistèmic dels gangliòsids GM1 i GD1a; en el cas dels malalts d'Alzheimer, es constata, d'una banda, un dèficit de gangliòsids i una ràtio alterada de gangliòsids de les sèries a i b a la major part de regions del cervell, i d'altra banda, una concentració superior de GM1 i GM2 a les basses lipídiques del còrtex frontal i temporal.
Aquestes observacions semblen indicar que alteracions en el metabolisme i la presència a la membrana plasmàtica del gangliòsid GM1 estan associades, ja sigui com a causa o conseqüència, amb patologies neurològiques.